# Некартајлфинген
Некартајлфинген (њем. Neckartailfingen) општина је у њемачкој савезној држави Баден-Виртемберг. Једно је од 44 општинска средишта округа Еслинген. Према процјени из 2010. у општини је живјело 3.841 становника. Посједује регионалну шифру (AGS) 8116041.

## Географски и демографски подаци
Некартајлфинген се налази у савезној држави Баден-Виртемберг у округу Еслинген. Општина се налази на надморској висини од 282 метра. Површина општине износи 8,3 km². У самом мјесту је, према процјени из 2010. године, живјело 3.841 становника. Просјечна густина становништва износи 465 становника/km².